# Insjön (Siarö)
Insjön är en insjö på Siarö i Ljusterö socken, Österåkers kommun i Uppland och ingår i Norrtäljeån-Åkerströms kustområde. Sjön är 8,2 meter djup, har en yta på 0,0566 kvadratkilometer och är belägen 6 meter över havet.  I Ljusterö socken finns det ytterligare tre insjöar som heter Insjön. Två av dessa ligger på södra Ljusterö, den ena Insjön vid Hummelmora och den andra Insjön finns mellan Söderhamn och Tranvik. Den tredje Insjön ligger på halvön Brottö.

## Delavrinningsområde
Insjön ingår i det delavrinningsområde (660764-166133) som SMHI kallar för Rinner till Skatfjärden. Medelhöjden är 11 meter över havet och ytan är 1,33 kvadratkilometer. Det finns inga avrinningsområden uppströms utan avrinningsområdet är högsta punkten. Avrinningsområdets utflöde mynnar i havet, utan att ha någon enskild mynningsplats.